# Epiglottis (planta)
× Epiglottis, (abreviado Epgl) en el comercio, es un híbrido intergenérico entre los géneros de orquídeas Epidendrum × Scaphyglottis. Fue publicado en Orchid Rev. 94(1109, cppo): 8 (1986).